# SNAFU

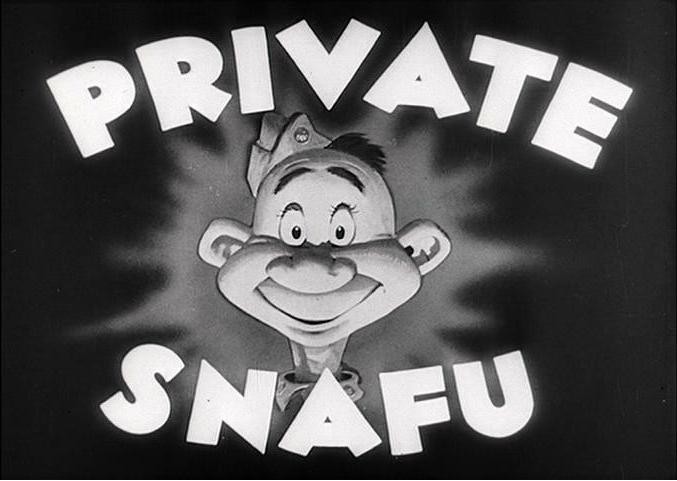
Privado Snafu foi uma série de desenhos de instrução concebida por Frank Capra e produzida por animadores da Warner Brothers, como Chuck Jones para o Exército dos EUA durante a 2ª guerra mundial.

SNAFU é um acrónimo que é amplamente utilizado para a expressão sarcástica Situação Normal: Tudo Fodido (em inglês: Situation Normal: All Fucked Up). É um exemplo clássico de gíria militar. No entanto, a sigla militar original representava "Status Nominal: All Fucked Up". Às vezes é atenuada para "confusão", "caos", "tudo errado" ou semelhante. Isto significa que a situação está ruim, mas que este é o estado normal das coisas. Acredita-se que a origem da sigla venha dos Fuzileiros navais dos Estados Unidos durante a II Guerra Mundial.
No uso moderno, SNAFU é às vezes usado como uma interjeição. SNAFU também refere-se por vezes a uma situação má, engano, ou à causa do problema. É mais utilizada em vernáculo moderno para descrever o facto de nos depararmos com um erro ou problema que é grande e inesperado. Por exemplo, em 2005, O New York Times publicou um artigo intitulado "Redução dos funcionários do hospital tido como responsável pelo Snafu dos resultados dos testes".

## Origem
SNAFU foi registado pela primeira vez na edição de Setembro de 1941 de "American Notes and Queries". A revista Time usou o termo no dia 16 de junho de 1942 no título: "Na semana passada cidadãos dos EUA sabiam que o racionamento de gasolina e requisição de borracha eram Snafu." Muitas obras de referência, incluindo o dicionário Random House Unabridged , indicam como data de origem a 1940-1944, geralmente atribuindo-o ao Exército dos Estados Unidos. Rick Atkinson descreve a origem da SNAFU, FUBAR e uma série de outros termos a comandos cínicos, ridicularizando a propensão do exército para siglas.
A atribuição de SNAFU ao exército americano não é universalmente aceite: também tem sido atribuído aos Britânicos, embora o Dicionário Oxford de inglês dá a sua origem e o primeiro registo do uso como calão militar dos EUA.
Num estudo mais alargado da gíria militar, Elkin observa em 1946, que "existem alguns substitutos aceitáveis, tais como 'screw up' ('estragar') ou 'mess up' (desarranjar), mas estas não têm o mesmo peso do termo obsceno equivalente." Ele considerou a expressão "uma caricatura da direção do exército. O soldado, resignado aceita sua própria posição de responsabilidade menor e exprime o seu cinismo à ineficiência da autoridade do exército." Ele também observou que "a expressão [...] é de uso generalizado de civis."<

## Siglas semelhantes

### SUSFU
SUSFU é um acrónimo para Situation unchanged: still fucked up, (Situação inalterada; ainda fodido), mas também pode ser atenuada para Situation unchanged: still fouled up (Situação inalterada: ainda tudo errado) ou similar. É usada em contextos militares e foi registada pela primeira vez no American Notes and Queries na sua edição de setembro de 1941.